# Opel GT

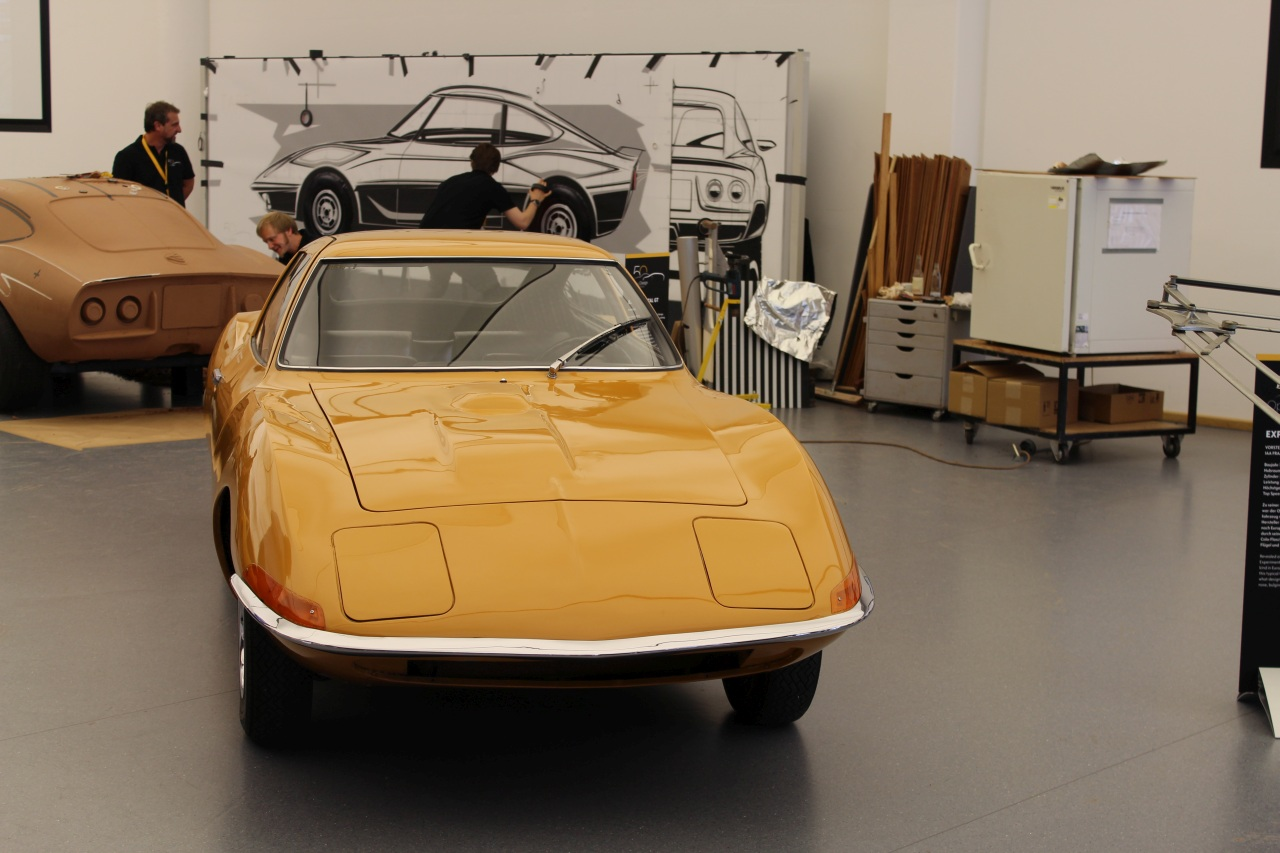
Opel GT Experimental

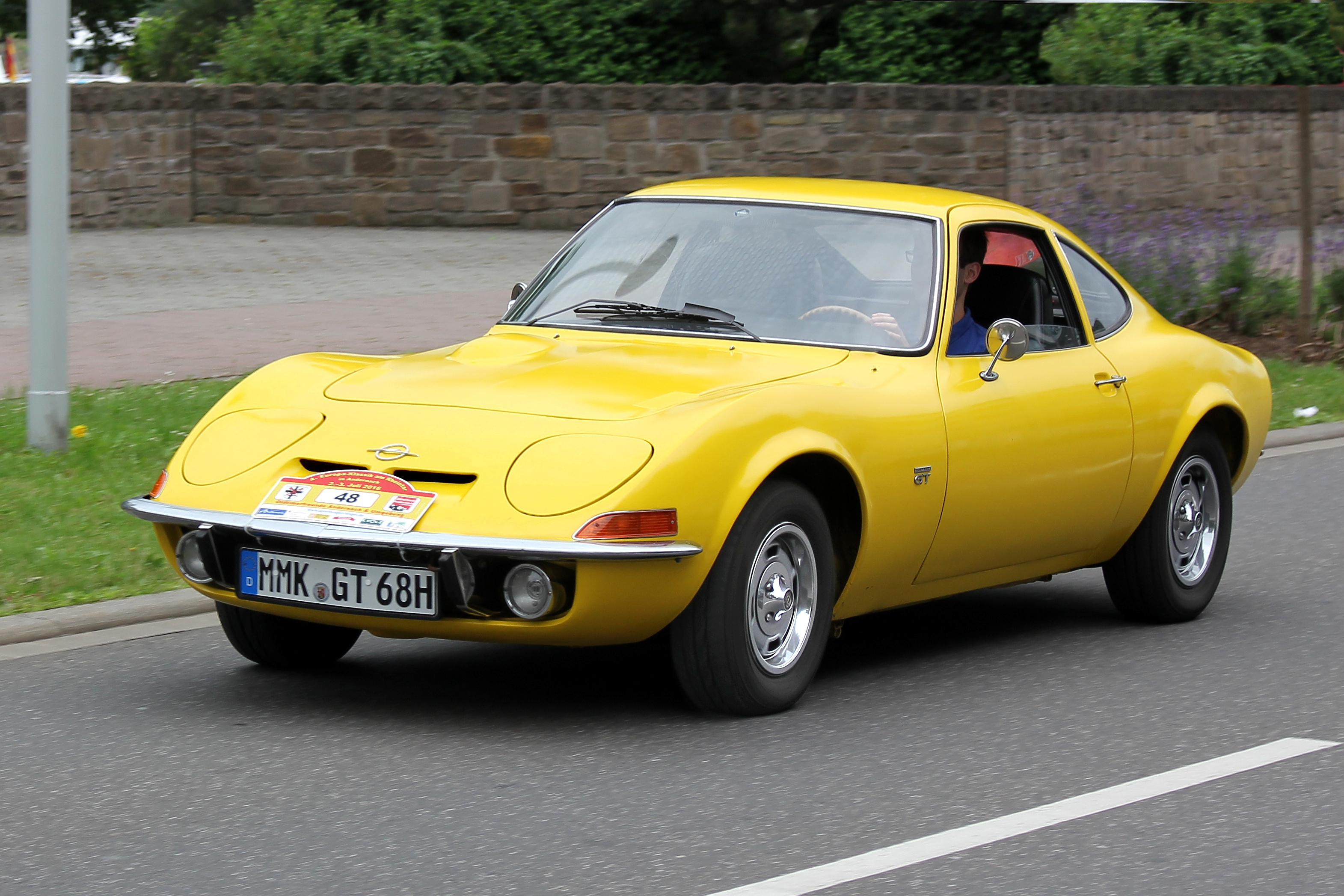
Opel GT bei der Europa-Klassik am Rheintor Andernach 2016

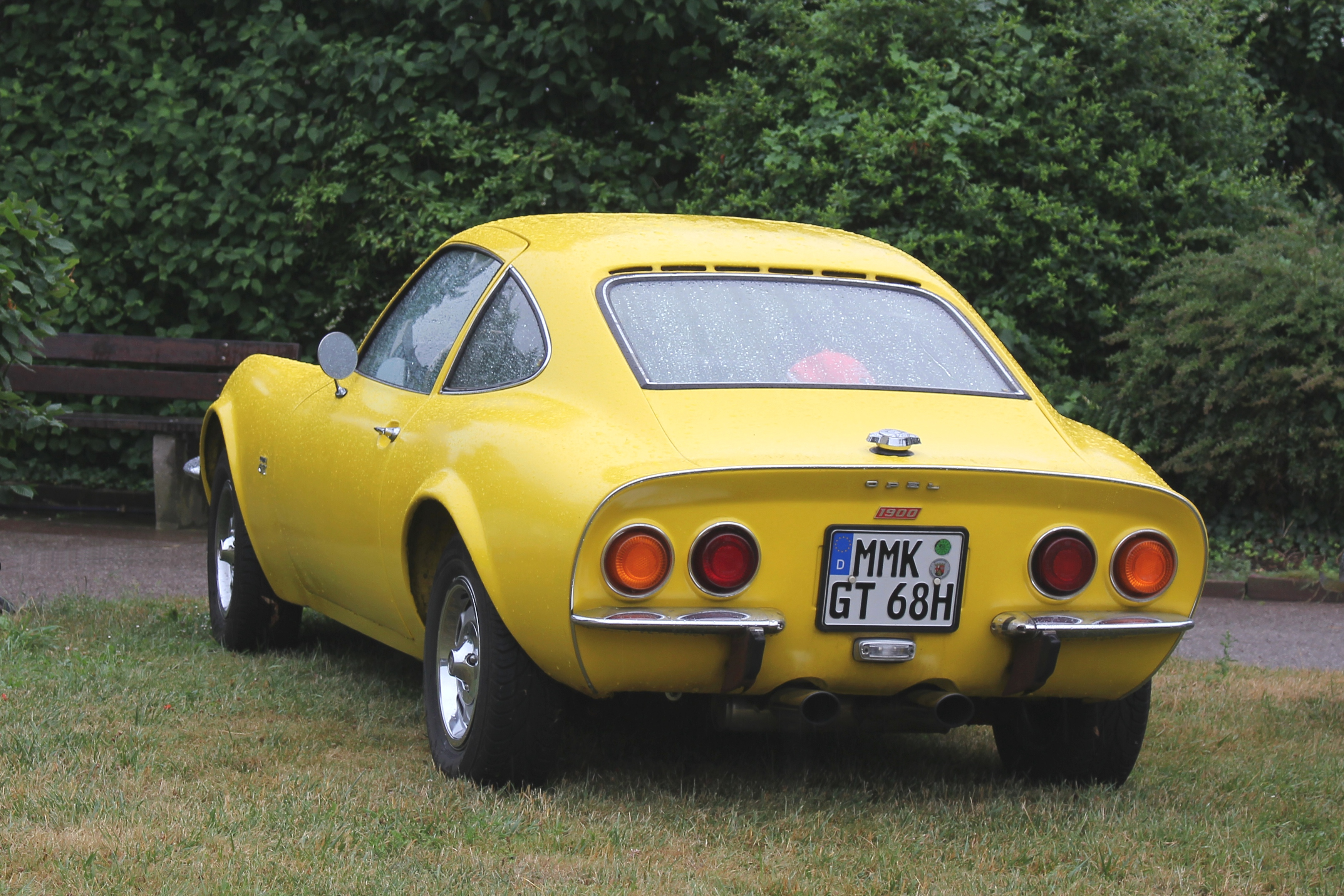
Opel GT 1968–1973 Heckansicht

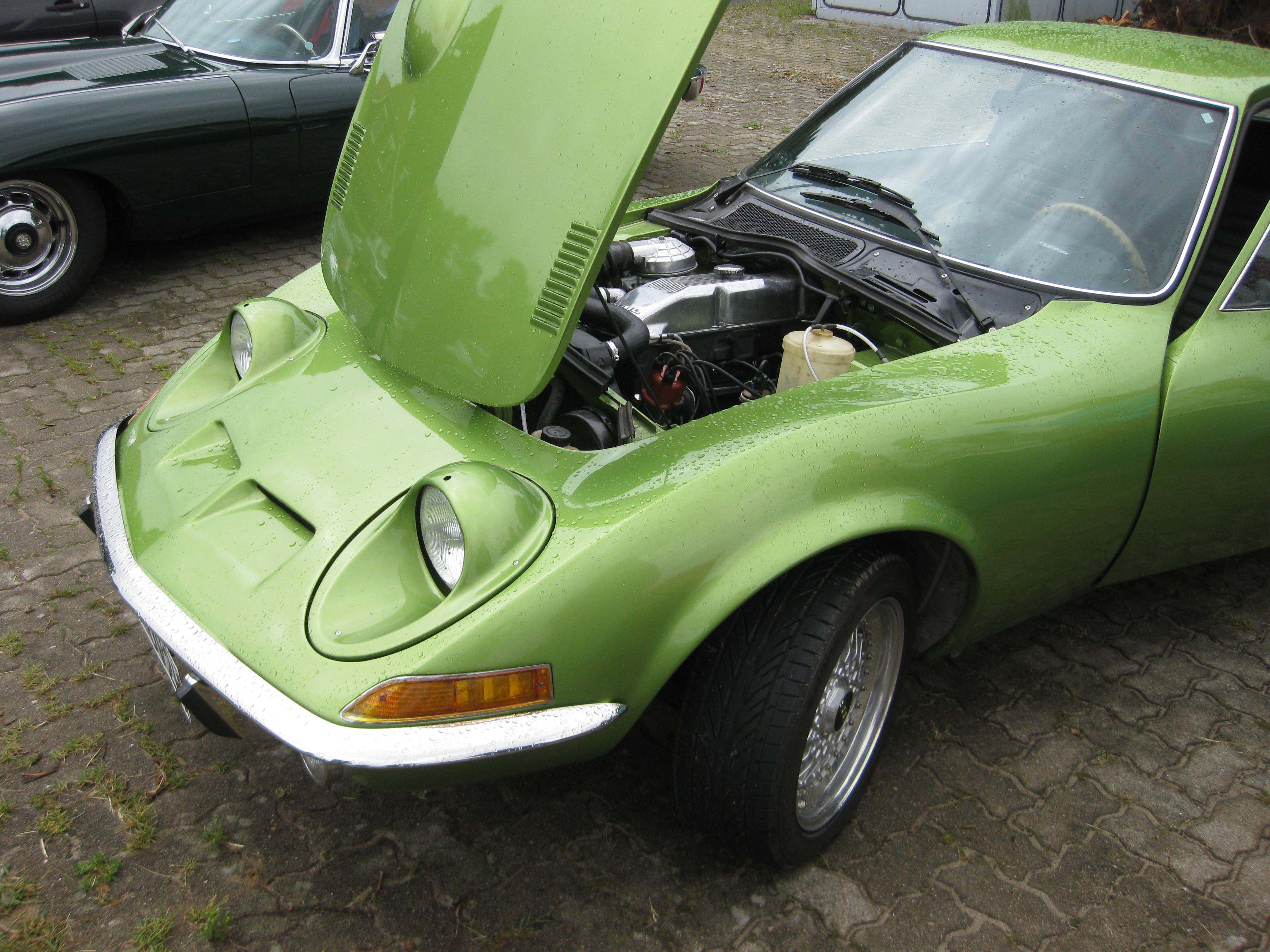
Opel GT mit aufgedrehten Scheinwerfern und der nach vorn öffnenden Motorhaube

Der Opel GT ist ein zweisitziges Coupé-Modell, das die Adam Opel AG von August 1968 bis Juli 1973 in 103.463 Exemplaren herstellte. Die Karosserie wurde von Erhard Schnell entworfen, der von 1952 bis 1992 als Gestalter bei Opel tätig war.

## Modellgeschichte

### Die Vorgeschichte / Opel GT Experimental
Die Entwicklung des Opel GT begann im Winter 1963 mit der Fertigung von Designstudien aus Plastilin. Auf der IAA 1965 wurde dann ein Prototyp unter der Bezeichnung Opel GT Experimental gezeigt. Der Wagen sollte vorrangig als Image-Träger des General-Motors-Konzerns (GM) dienen. Die mögliche Einführung eines GT-Sportwagens von Opel löste damals ebenso viel Erstaunen wie Begeisterung aus, denn ein Sportwagen entsprach nicht dem bis dahin biederen Markenimage des Rüsselsheimer Autoherstellers. Über die tatsächliche Verwirklichung ließ Opel allerdings lange nichts verlauten.
Anlässlich der Eröffnung des Test- und Entwicklungszentrums in Dudenhofen wurde vor der Auto-Presse ein Opel GT zur Probefahrt freigegeben. Danach wurde die Technik des Fahrzeugs festgelegt. Sie kam aus der Großserie: Bodengruppe, Fahrwerk sowie der 1,1-Liter-Reihenmotor wurden vom Kadett B übernommen; der 1,9-Liter-CIH-Motor stammte aus dem Opel Rekord C. Letzterer passte nur mit einer Ausstülpung der Motorhaube in das Auto. Wegen des geringen Platzes musste bei diesem Motor der Zylinderkopfdeckel im vorderen Bereich abgeschrägt werden.
Die Geschäftsleitung von Opel stand allerdings vor dem Problem, dass für das neue Fahrzeug keine Kapazitäten frei waren. Eine Kleinserie von 30.000 Stück pro Jahr, was etwa einem Zehntel der Kadett-Produktion entsprach, ließ sich nicht ohne Weiteres in eines der vorhandenen Werke einschieben. Deshalb wurde die Karosserie von Chausson in Gennevilliers (Frankreich) gefertigt, während Brissonneau & Lotz in Creil (Frankreich) Lackierung und Innenausstattung erledigte. Die fertigen Karosserien wurden ins Opel-Werk Bochum geliefert, wo sie Motor, Getriebe und Achsen erhielten. Für einige Aufregung sorgte der angepeilte Preis von 10.000 DM (unter Berücksichtigung der Inflation entspräche das mit Stand 2025 etwa 21.500 EUR), der durch bewusste Indiskretion vorab bekannt wurde. Spätestens jetzt wurde der neue Opel GT auch in den USA wahrgenommen.

### Design
Charakteristisch für das Modell waren die weit in das Dach hineingezogenen Türausschnitte, die sogenannte Coke-Bottle-Linie bzw. die entfernt an eine Coca-Cola-Flasche erinnernden Kotflügelschwünge und die Klappscheinwerfer. Die Form der Türen ermöglichte trotz der geringen Bauhöhe des Wagens von 1,23 Meter ein relativ bequemes Ein- und Aussteigen.
Die Klappscheinwerfer wurden mit einem am Mitteltunnel platzierten Hebel aus- und eingefahren beziehungsweise gedreht. Zusätzlich hatte der GT unter dem vorderen Stoßfänger zwei kleine Scheinwerfer für Fernlicht und Lichthupe. Die ausgefahrenen Scheinwerfer beeinträchtigten die Windschlüpfigkeit der Karosserie und verringerten die mögliche Höchstgeschwindigkeit des Wagens geringfügig.
Der Opel GT war ein Zweisitzer ohne Kofferraum mit einer vom Wageninneren aus erreichbaren flachen Gepäckablage hinter den beiden Sitzen. Die vorklappbaren Sitzlehnen waren nach oben verlängert, um eventuell verrutschende Gepäckstücke aufzufangen.

### Fertigung des GT
Der Opel GT wurde anfangs in den Varianten Opel GT 1100 und Opel GT 1900 gebaut. Der 1100-cm3-Motor des GT 1100 entwickelt knapp 60 PS (44 kW), während der GT 1900 90 PS (66 kW) leistet und eine Höchstgeschwindigkeit von 185 km/h erreicht. Beim GT 1100 waren es 155 km/h. Der Verkauf des GT 1100 wurde 1970 eingestellt. Stattdessen folgte der Opel GT/J (J steht für Junior), der ohne Cordsitze, Ausstellfenster, Zusatzinstrumente und verchromte Teile deutlich preiswerter angeboten werden konnte. Er hatte auch weniger Anzeigen im Cockpit. Die richtige Bezeichnung für die 1900-cm3-Version war Opel GT A-L, wobei das A – entsprechend gewohnter Opel-Nomenklatur – für die erste Baureihe steht und das L für Luxus.
Mehr als die Hälfte der Gesamtproduktion wurde in die USA exportiert, wo die GM-Tochter Buick unter Beibehaltung des Markennamens Opel die Vermarktung übernahm. Nachdem Opel mit dem Verkauf der in Europa erfolgreichen Limousinen in den USA glücklos geblieben war, wurde der GT dort bald als echter Sportwagen akzeptiert und verfügte über eine schnell wachsende Fan-Gemeinde. Dort galt der Opel GT als kleine Corvette („Baby-Corvette“), die vom selben Design-Team entworfen worden war.
1973 wurde die Produktion des Opel GT eingestellt. Die Gründe hierfür sind vielfältig: Zum einen waren nach dem Kauf der Automobilsparte von Brissonneau & Lotz durch die Société des Usines Chausson, die eng mit Renault zusammenarbeitete, die Lieferverträge für die Opel GT-Karosserien wegen der Konkurrenz zum Renault Alpine A110 gekündigt worden, zum anderen traten in den USA neue Sicherheitsvorschriften in Kraft, die u. a. besondere Stoßfänger vorschrieben, die sich nur schwer mit der Form des GT in Einklang hätten bringen lassen. Es ist immer wieder Gegenstand von Diskussionen unter GT-Liebhabern, ob GM die Produktion trotz des großen Erfolgs nicht weiterführte, weil der Opel GT der ebenfalls von GM stammenden Corvette Marktanteile in den USA streitig machte. Fest steht, dass der GT im GM-Heimatmarkt sehr beliebt war; tatsächliche Kannibalisierungseffekte können aber bezweifelt werden, da die Corvette deutlich leistungsstärker und teurer war.
Ein immer wieder diskutiertes Cabrio- bzw. ein Targa-Modell des Opel GT ging nicht in Serie, es wurden lediglich zwei Prototypen in den Farben Blau und Orange des als „GT Aero“ bezeichneten Targa hergestellt. Ebenfalls kam es nicht zur Produktion eines direkten Nachfolgemodells, des „Opel GT 2“ bzw. „Opel GT 2+2“.

## Technische Daten

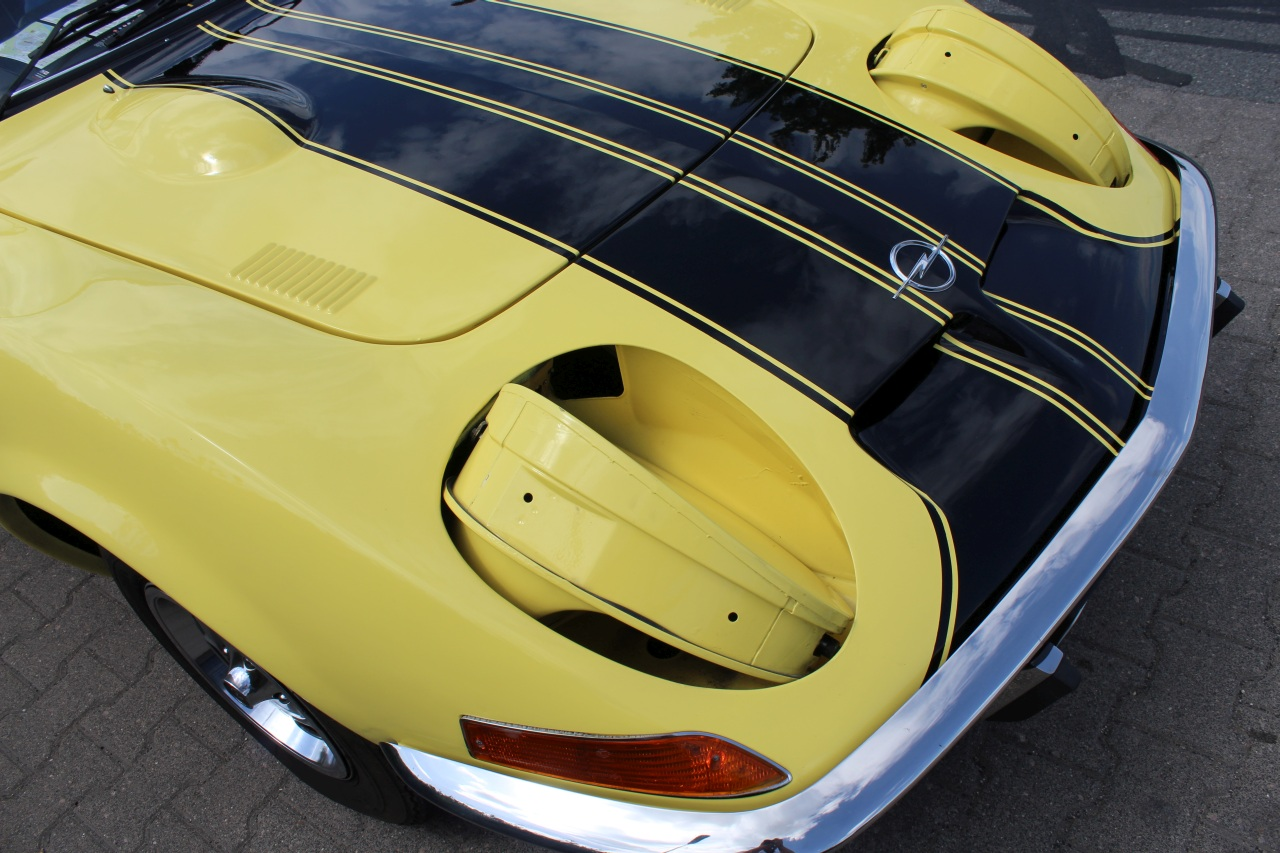
Öffnen der Scheinwerfer: kein Klappen, sondern Drehen

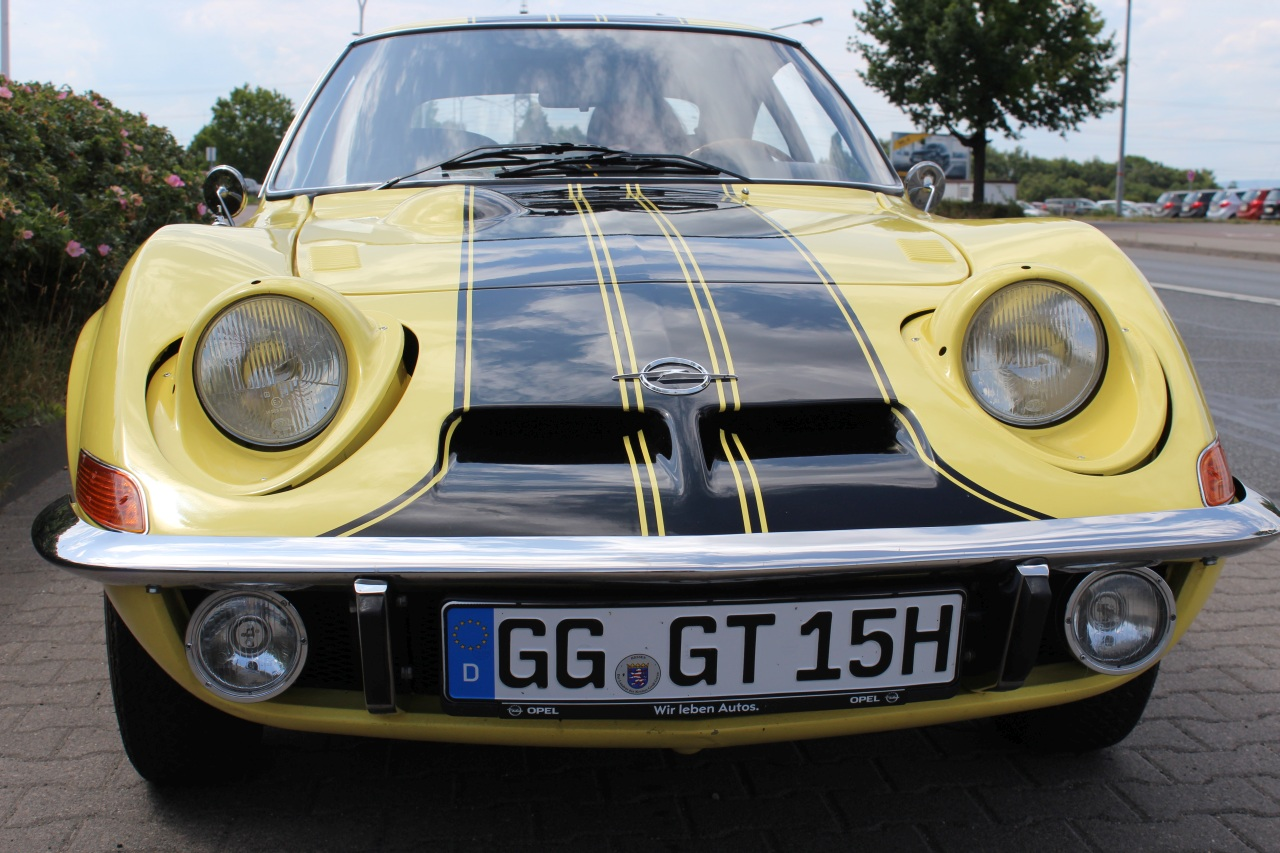
Scheinwerfer fast offen

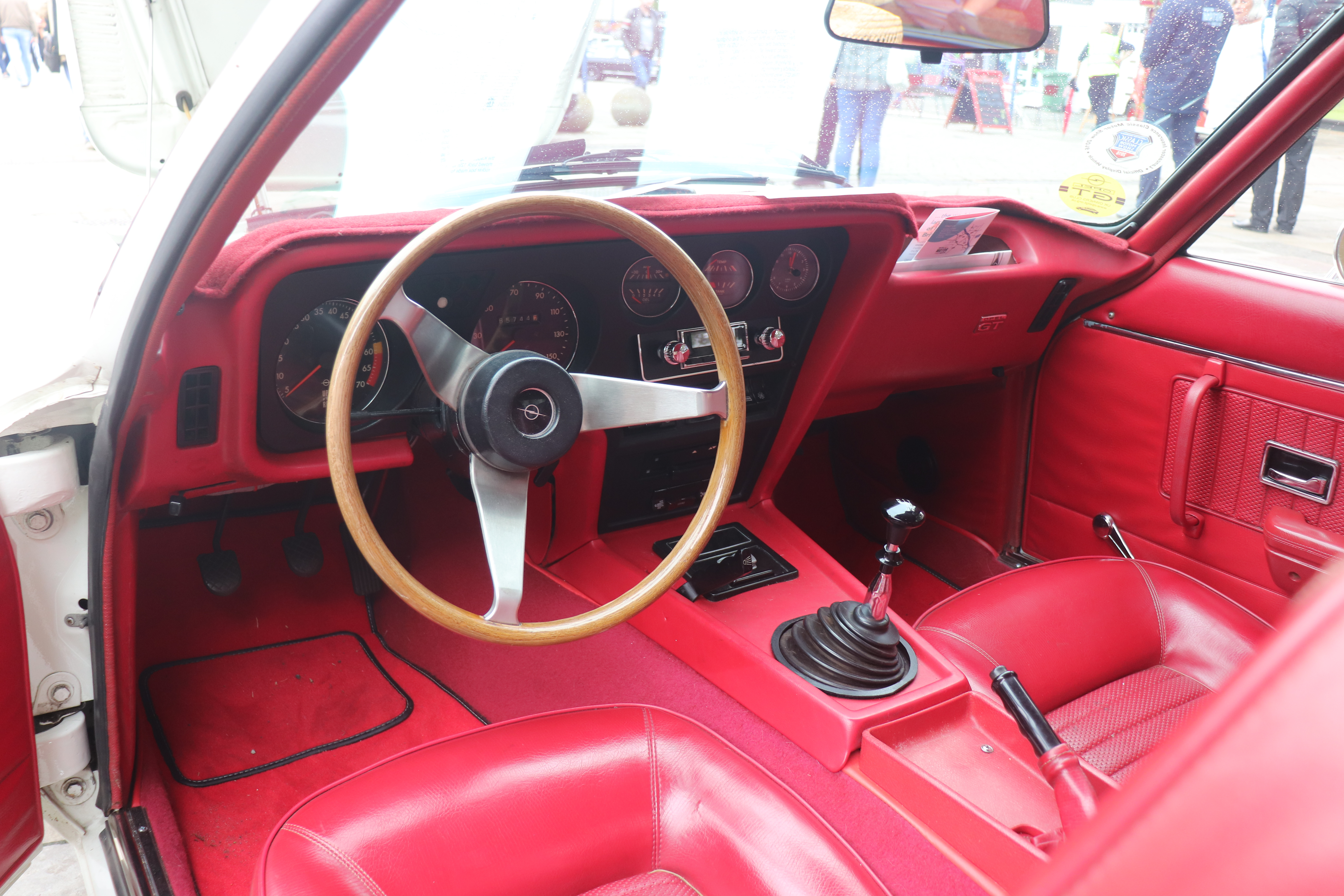
Interieur

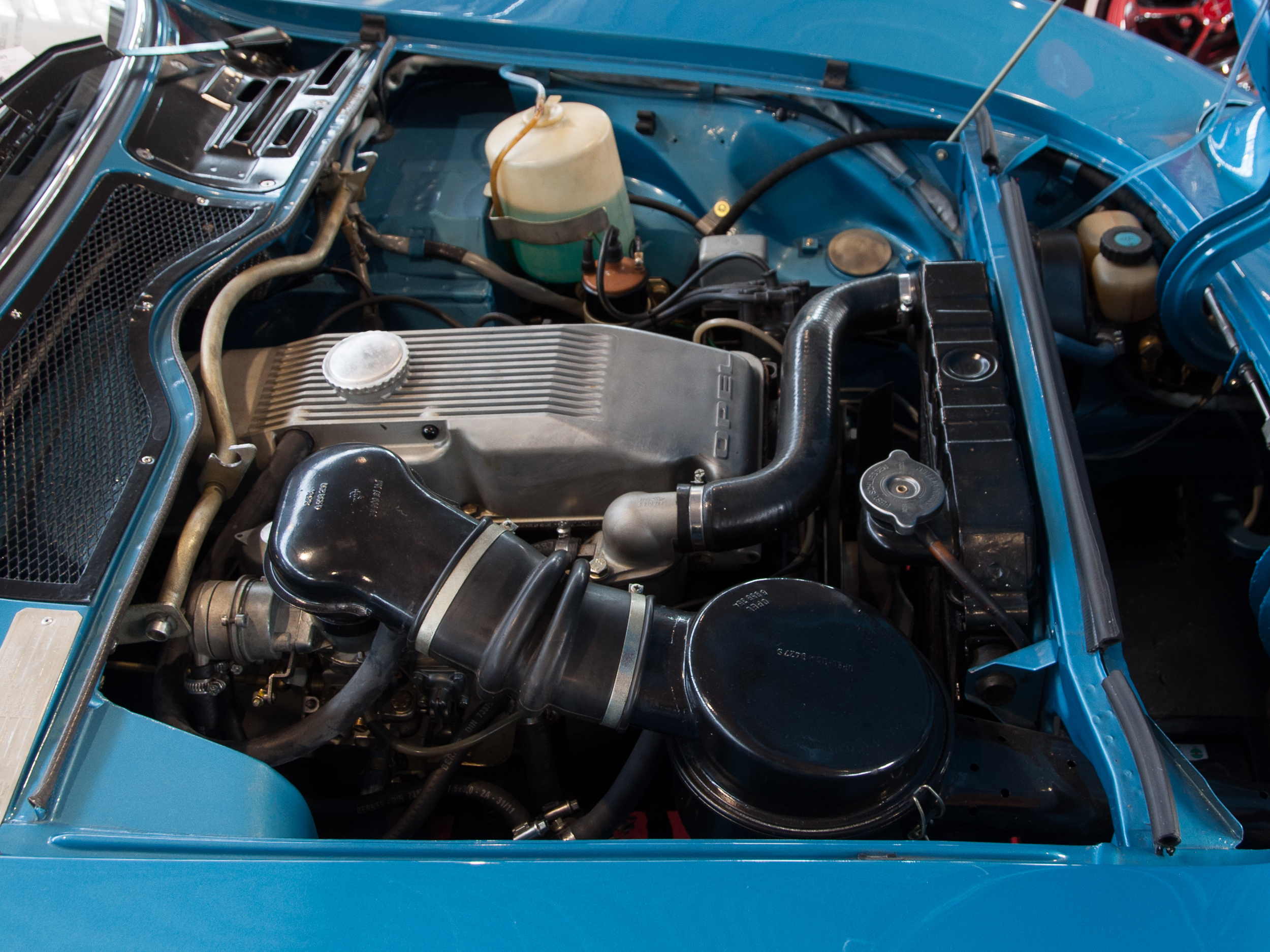
1,9-Liter CIH-Motor mit vorne abgeschrägtem Ventildeckel

| Modell                       | Opel GT 1100 | Opel GT 1900 | Opel GT / J |
| ---------------------------- | --- | --- | --- |
| Produktionszeit              | 08/1968–05/1970 | 08/1968–07/1973 | 03/1971–07/1973 |
| Motor                        | längs eingebauter Vierzylinder-Reihenmotor                                                                                   | längs eingebauter Vierzylinder-Reihenmotor                                                                                   | längs eingebauter Vierzylinder-Reihenmotor                                                                                   |
| Ventiltrieb                  | OHV | CIH | CIH |
| Bohrung × Hub                | 75 × 61 mm | 93 × 69,8 mm | 93 × 69,8 mm |
| Hubraum                      | 1078 cm3 | 1897 cm3 | 1897 cm3 |
| Nennleistung                 | 44 kW (60 PS) bei 5200 min−1                                                                                                 | 66 kW (90 PS) bei 5100 min−1                                                                                                 | 66 kW (90 PS) bei 5100 min−1                                                                                                 |
| maximales Drehmoment         | 85 Nm bei 4400 min−1 | 149 Nm bei 2800 min−1 | 149 Nm bei 2800 min−1 |
| Verdichtungsverhältnis       | 1 : 9,2 | 1 : 9,5 | 1 : 9,5 |
| Vergaser                     | Zwei Solex-Fallstromvergaser 35 PDSI                                                                                         | Solex-Registervergaser 32/32 TDID                                                                                            | Solex-Registervergaser 32/32 TDID                                                                                            |
| Kurbelwellenlager            | 3 | 5 | 5 |
| Kühlung                      | Flüssigkeitskühlung mit Pumpenumlauf, 4,6 Liter                                                                              | Flüssigkeitskühlung mit Pumpenumlauf, 6 Liter                                                                                | Flüssigkeitskühlung mit Pumpenumlauf, 6 Liter                                                                                |
| Schmierung                   | Druckumlauf, 2,8 Liter Öl | Druckumlauf, 3,5 Liter Öl | Druckumlauf, 3,5 Liter Öl |
| Stromversorgung              | Lichtmaschine 12 V / 28 A Batterie 12 V / 36 Ah                                                                              | Lichtmaschine 12 V / 35 A (später 45 A) Batterie 12 V / 44 Ah                                                                | Lichtmaschine 12 V / 35 A (später 45 A) Batterie 12 V / 44 Ah                                                                |
| Kraftübertragung             | Einscheiben-Trockenkupplung, vollsynchronisiertes Viergang-Getriebe                                                          | Einscheiben-Trockenkupplung, vollsynchronisiertes Viergang-Getriebe                                                          | Einscheiben-Trockenkupplung, vollsynchronisiertes Viergang-Getriebe                                                          |
| Optional                     | | Dreigang-Automatik | |
| Antrieb                      | Kardanwelle, Hinterradantrieb                                                                                                | Kardanwelle, Hinterradantrieb                                                                                                | Kardanwelle, Hinterradantrieb                                                                                                |
| Vorderachse                  | Einzelradaufhängung an ungleich langen, doppelten Dreieckslenkern, Querblattfeder (Weitspalt-Halbfeder), Teleskopstoßdämpfer | Einzelradaufhängung an ungleich langen, doppelten Dreieckslenkern, Querblattfeder (Weitspalt-Halbfeder), Teleskopstoßdämpfer | Einzelradaufhängung an ungleich langen, doppelten Dreieckslenkern, Querblattfeder (Weitspalt-Halbfeder), Teleskopstoßdämpfer |
| Hinterachse                  | Zentralgelenkachse (Starrachse), Schraubenfedern, Teleskopstoßdämpfer                                                        | Zentralgelenkachse (Starrachse), Schraubenfedern, Teleskopstoßdämpfer                                                        | Zentralgelenkachse (Starrachse), Schraubenfedern, Teleskopstoßdämpfer                                                        |
| Radstand (mm)                | 2431 | 2431 | 2431 |
| Spur vorne (mm)              | 1278 | 1278 | 1278 |
| Spur hinten (mm)             | 1254 | 1254 | 1254 |
| Außenmaße (mm) L × B × H     | 4113 × 1580 × 1225 | 4113 × 1580 × 1225 | 4113 × 1580 × 1225 |
| Leergewicht (kg)             | 845 | 940 (Automatik: 960) | 940 |
| Gesamtgewicht (kg)           | 1055 | 1160 (Automatik: 1180) | 1160 |
| Höchstgeschwindigkeit (km/h) | 155 | 185 (Automatik: 177) | 185 |
| 0–100 km/h                   | 16,5 s | 11,5 s (Automatik 14,5 s) | 11,5 s |
| Verbrauch (Liter/100 km)     | 11,5 Super | 12,5 Super (Automatik: 13,5 Super)                                                                                           | 12,5 Super |
| Tankinhalt                   | 55 Liter | 55 Liter | 55 Liter |

## Werbeslogan

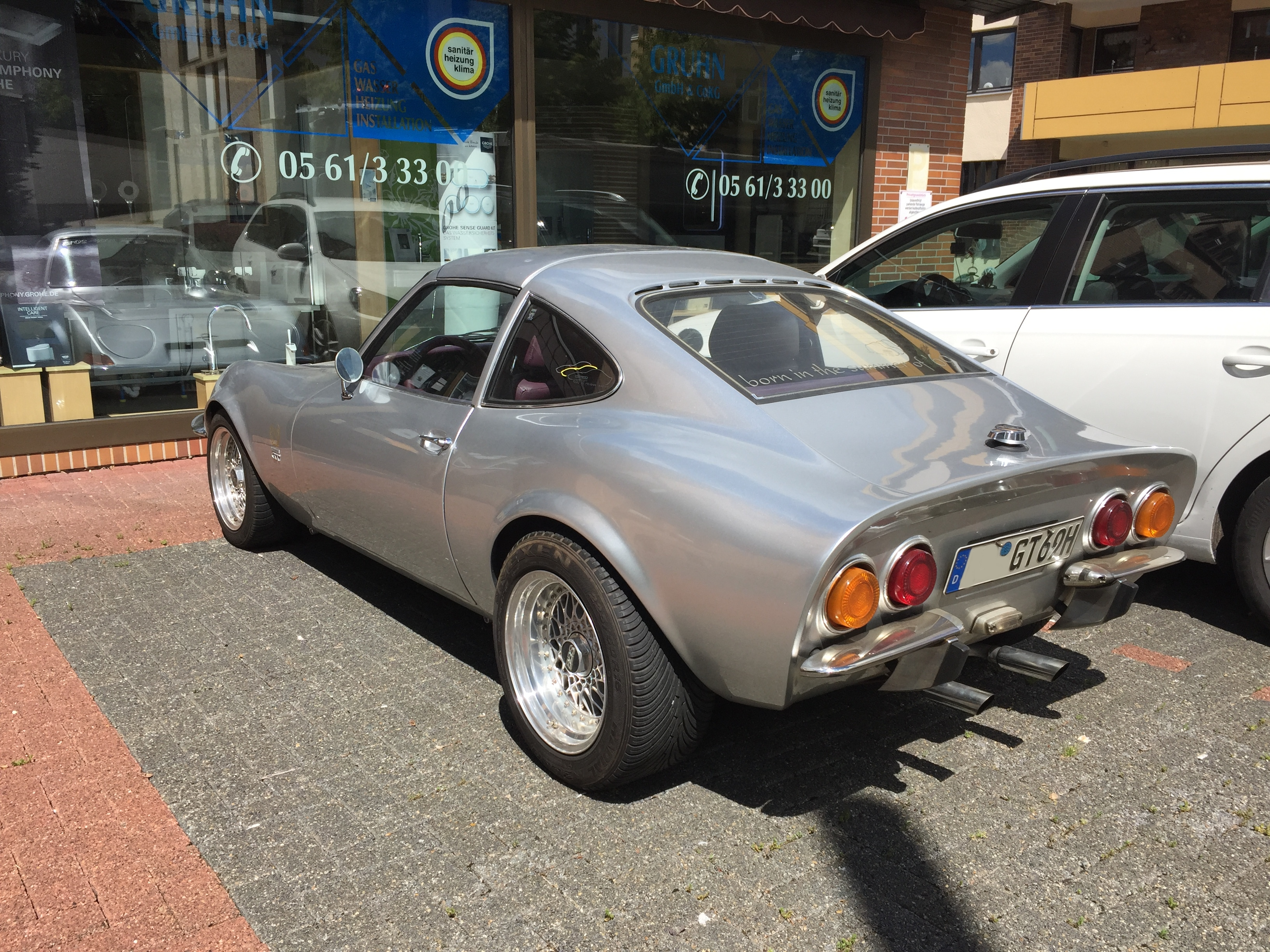
Opel GT als Targa-Umbau

Die Werbekampagne zum Opel GT brachte den Slogan „Nur Fliegen ist schöner“ hervor, geschaffen vom Werbegrafiker und -texter Carolus Horn.

## Trivia
Der Opel GT absolvierte vor seiner Markteinführung einen, damals nicht selbstverständlichen, Crashtest. Bei einer Aufprallgeschwindigkeit von 50 km/h blieb die Fahrgastzelle – was durchaus noch nicht selbstverständlich war – weitgehend unverformt.
Die ersten ausgelieferten Opel GT verfügten über keine ABE und wurden vom TÜV einzeln abgenommen.
Am 17. Mai 1971 erreichte ein mit einem Elektromotor ausgerüsteter Opel GT eine Höchstgeschwindigkeit von 188 km/h. Eine geplante Rekordfahrt von 100 km wurde jedoch nach 44 km abgebrochen, weil die Akku-Zellen entladen waren.
In der 2001 veröffentlichten deutschen Filmkomödie Viktor Vogel – Commercial Man mit Götz George wurde der blaue GT Aero eingesetzt.

## Wiederbelebung
Im Jahr 2003, 30 Jahre nach Produktionsende des ersten GT, gab Opel bekannt, den Namen wiederzubeleben.
Der Nachfolger des Mitte 2005 ausgelaufenen Opel Speedster wurde von Frühjahr 2007 bis Sommer 2009 als Opel GT verkauft. Anders jedoch als sein Namensgeber ist dieser kein Coupé, sondern, wie sein direkter Vorgänger, ein zweisitziger Roadster. Gebaut wurde der neue GT in den USA, zusammen mit dem nahezu baugleichen Saturn Sky und dem rundlicher gestalteten Pontiac Solstice.